# مستعر أعظم قريب من الأرض

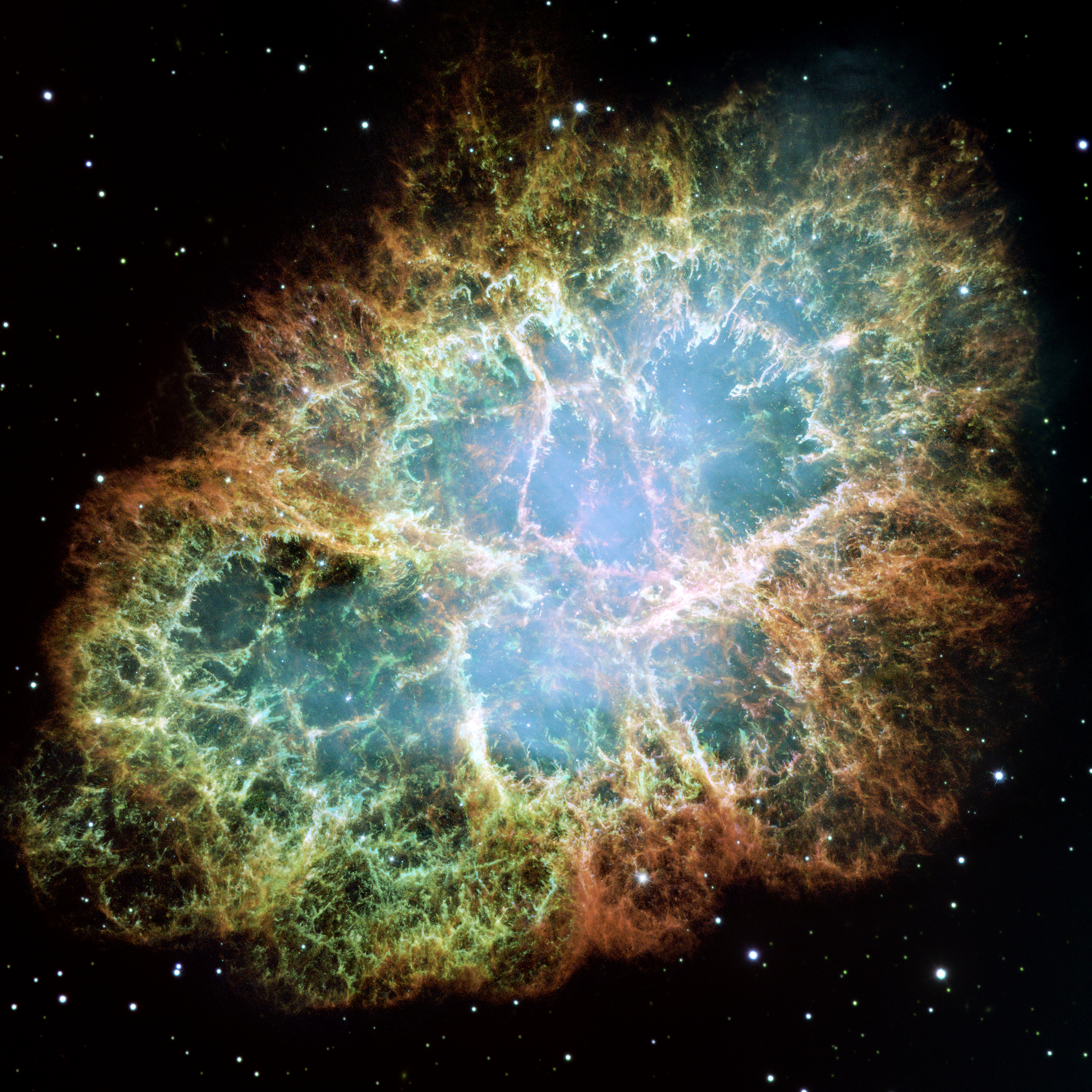
سديم السرطان هو سديم رياح نجم نابض مرتبط بالمستعر الأعظم 1054، يقع على مسافة حوالي 6,500 سنة ضوئية من الأرض

المستعر الأعظم القريب من الأرض هو انفجار ناجم عن موت نجم يحدث في مكان قريب من الأرض بشكل كافي (على مسافة تبعد أقل من 10 إلى 300 فرسخ فلكي (من 30 إلى 1000 سنة ضوئية)) ليكون له تأثيرات ملحوظة على غلافها الحيوي.